# Батчинська сільська рада
Батчинська сільська́ ра́да (біл. Батчынскі сельсавет) — адміністративно-територіальна одиниця у складі Кобринського району Берестейської області Білорусі. Адміністративний центр — село Батчі.

## Склад
Населені пункти, що підпорядковувалися сільській раді станом на 2009 рік:
| Населений пункт | Тип    | Населення, осіб (2009) |
| --------------- | ------ | ---------------------- |
| Андронове       | село   | 494                    |
| Батчі           | село   | 551                    |
| Литвинки        | село   | 157                    |
| Мазичі          | село   | 72                     |
| Мельники        | село   | 17                     |
| Огородники      | село   | 16                     |
| Полятичі        | село   | 236                    |
| Птицефабрика    | селище | 684                    |
| Фруктовий       | селище | 579                    |
| Черевачиці      | село   | 53                     |
| Шиповичі        | село   | 144                    |

## Населення
За переписом населення Білорусі 2009 року чисельність населення сільської ради становила 3003 особи.

### Національність
Розподіл населення за рідною національністю за даними перепису 2009 року:
| Національність               | Осіб | Відсоток |
| ---------------------------- | ---- | -------- |
| білоруси                     | 2653 | 88,34 %  |
| українці                     | 189  | 6,29 %   |
| росіяни                      | 132  | 4,40 %   |
| поляки                       | 11   | 0,37 %   |
| німці                        | 4    | 0,13 %   |
| цигани                       | 3    | 0,10 %   |
| корейці                      | 3    | 0,10 %   |
| татари                       | 2    | 0,07 %   |
| дві та більше національності | 2    | 0,07 %   |
| національність не вказана    | 2    | 0,07 %   |
| киргизи                      | 1    | 0,03 %   |
| Разом                        | 3003 | 100 %    |